# Jana Kulhavá
Jana Kulhavá-Vapeniková (* 10. Juli 1964 in Ústí nad Labem) ist eine ehemalige tschechoslowakische beziehungsweise tschechische Biathletin.
Jana Kulhavá trainierte in Jablonec und startete für den örtlichen Spitzenverein SKP Jablonex. Sie nahm erstmals Weltmeisterschaften 1986 in Falun teil, wo sie 23. des Sprints und 30. des Einzels wurde. 1989 wurde sie in Feistritz mit Renata Novotná, Jiřina Adamičková und Eva Burešová Siebte im Mannschaftswettbewerb, im Sprint 27. und im Einzel 30. 1990 startete Kulhavá bei den Weltmeisterschaften, die aufgrund des Wetters an drei verschiedenen Orten ausgetragen wurden: zunächst das Einzel am ursprünglichen Ort der Weltmeisterschaften, in Minsk, der Sprint und Mannschaftsrennen sowie die Frauenstaffel am Holmenkollen in Oslo und die Staffel der Männer in Kontiolahti. Sie erreichte einen siebten Rang mit Petra Nosková und Jirina Adamičková im Staffelrennen und wurde mit Pavlína Brožová, Petra Nosková und Jiřina Adamičková Fünfte im Mannschaftsrennen. Zudem wurde sie 17. des Sprints und 23. des Einzels. Bei den Weltmeisterschaften 1991 in Lahti erreichte Kulhavá im Staffelrennen mit Petra Nosková und Jiřina Adamičková Rang fünf, mit Renata Novotná, Petra Nosková und Jiřina Adamičková Platz sechs mit der Mannschaft, im Einzel wurde sie 18., im Sprint 13. Als 1992 in Albertville erstmals Frauen im Biathlon an Olympischen Winterspielen teilnehmen konnten, gehörte Kulhavá zum letzten gemeinsamen Aufgebot der Tschechoslowakei. Im Einzel kam sie auf den 43. Platz, mit Gabriela Suvová und Jiřina Adamičková erreichte sie im Staffelrennen den achten Platz. Bei den Weltmeisterschaften des Jahres in Nowosibirsk, wo die nicht-olympischen Mannschaftsrennen ausgetragen wurden, gewann sie mit Gabriela Suvová, Eva Háková und Jiřina Adamičková hinter den Vertretungen aus Deutschland und der Gemeinschaft Unabhängiger Staaten die Bronzemedaille. Ihren größten Erfolg erreichte die Tschechin in der zwischenolympischen Saison, als Tschechien erstmals eine eigene Mannschaft stellte. Mit Jiřina Adamičková, Iveta Knížková und Eva Háková gewann Kulhavá mit ihrer Staffel vor den Französinnen und den Russinnen den Titel. Im Sprint kam Kulhavá auf den 17. Platz, wurde 56. im Einzel und 12. im Mannschaftsrennen. Zum Abschluss der Karriere wurde die erneute Teilnahme an den Olympischen Winterspielen 1994 in Lillehammer, bei denen die Tschechin einzig an der Seite von Jiřina Pelcová-Adamičková, Iveta Knížková und Eva Háková als Startläuferin den siebten Platz belegte. Im Weltcup gehörte Jana Kulhavá fast zehn Jahre zum festen Stamm. Immer wieder konnte sie die Punkteränge erreichen, mehrfach auch Top-Ten-Resultate erzielen.

## Weltcup-Platzierungen
Die Tabelle zeigt alle Platzierungen (je nach Austragungsjahr einschließlich Olympische Spiele und Weltmeisterschaften).
- 1.–3. Platz: Anzahl der Podiumsplatzierungen
- Top 10: Anzahl der Platzierungen unter den ersten zehn (einschließlich Podium)
- Punkteränge: Anzahl der Platzierungen innerhalb der Punkteränge (einschließlich Podium und Top 10)
- Starts: Anzahl gelaufener Rennen in der jeweiligen Disziplin
- Staffel: inklusive Mixed-Staffel

| Platzierung                                                                                                | Einzel | Sprint | Verfolgung | Massenstart | Team | Staffel | Gesamt |
| --- | ------ | ------ | ---------- | ----------- | ---- | ------- | ------ |
| 1. Platz                                                                                                   |        |        |            |             |      | 1       | 1      |
| 2. Platz                                                                                                   |        |        |            |             |      |         |        |
| 3. Platz                                                                                                   |        |        |            |             | 1    |         | 1      |
| Top 10 |        | 2      |            |             | 1    | 5       | 8      |
| Punkteränge                                                                                                | 6      | 8      |            |             | 4    | 5       | 23     |
| Starts | 15     | 18     |            |             | 5    | 5       | 43     |
| Stand: Karriereende, einschließlich Weltmeisterschaften und Olympischen Spielen, Daten wohl nicht komplett |        |        |            |             |      |         |        |